# 東京ベルエポック製菓調理専門学校
東京ベルエポック製菓調理専門学校（とうきょうベルエポックせいかちょうりせんもんがっこう）は、東京都江戸川区中葛西4-2-5にある学校法人滋慶学園の専門学校である。

## 概要
厚生労働大臣指定製菓衛生師養成施設認定校、調理師養成施設認定校、文部科学省・専門学校認可校。パティシエ・ブーランジェ・シェフ・バリスタ（コーヒー職人）らを養成する。

## 設置学科
- 製菓調理師科
- 調理師科
- パティシエ科
- カフェビジネス科

## 取得可能資格
- 製菓衛生師国家資格
- 調理師国家資格